# Fiebre de vivir
Fiebre de vivir es el tercer álbum de estudio del cantautor argentino Moris, publicado en 1978 en España, siendo el primero (de cuatro discos) grabado durante su paso en dicho país. En 1980 el álbum fue publicado en Argentina a través del sello Philips.

## Grabación y contenido
Tras haber dejado la Argentina en 1976 para emigrar a España, Moris decide continuar con su carrera artística y se presenta como un músico de rock que canta exclusivamente en español, integrándose en una escena emergente que no debe nada al Rock urbano ni al Rock sinfónico (corrientes entonces en boga en el país europeo) y que, desde luego, no emplea el inglés como idioma de expresión (algo que había sido relativamente normal hasta poco antes, pero que ya no predominaba en el rock español de aquel momento). 
Sus primeros conciertos, en solitario, sin banda de acompañamiento y realizados en clubs y locales pequeños de Madrid (incluyendo locales de strip-tease), terminan llamando la atención de la crítica musical española. A finales de 1977 Moris es fichado por el productor musical, locutor radiofónico y famoso Dj Vicente (Mariskal) Romero, que le ofrece grabar para su sello Chapa Discos. 
A principios de 1978, se edita  el single Zapatos De Gamuza Azul, una versión en español del clásico de Carl Perkins. El éxito es inmediato, y poco tiempo después se publica el LP "Fiebre de Vivir", con buenas críticas y excelentes ventas. Incluso aparece en la televisión nacional (TVE), en concreto en el programa Aplauso, en agosto de ese mismo año.
En el álbum, destaca el empleo por parte de Moris de un pedal flanger en la mayoría de las canciones, además de la evidente influencia de la banda británica Dr. Feelgood (en aquel entonces en pleno auge y muy influyente en la escena roquera alternativa española). Los músicos que lo acompañaron para la grabación del disco fueron los componentes del grupo madrileño Tequila, un quinteto formado por tres españoles y dos argentinos (también exiliados, como el propio Moris) que, justo a mediados de ese mismo año, se convertirían en todo un fenómeno superventas en España (y cuyo éxito duraría hasta 1982).
En 1998, Moris regraba "Sábado a la Noche" y "Zapatos de Gamuza Azul" para el compilado 10 Grandes Éxitos.
"Fiebre de vivir" es considerado un disco fundamental del rock español de los 70's y uno de los 100 mejores de toda su historia. Un ejemplo de la enriquecedora influencia que los roqueros emigrados argentinos ejercieron en la escena local a finales de esa década y un referente para algunas de las bandas que, justo en esos años (1978-79) empezaban a alumbrar la Nueva Ola Española (poco después bautizada como La Movida). 
Desde entonces, Moris es una figura de culto en la escena rock de España. Al mismo nivel (si no más) que en su Argentina natal.

## Canciones
- Todas las canciones fueron compuestas por Mauricio Birabent, excepto las indicadas.

1. "Sábado Noche" - 4:12
2. "Rock de Europa" - 3:07
3. "Balanceo del Rock" 2:52
4. "La Ciudad No Tiene Fin" 3:24
5. "Hoy Como Ayer" - 3:16
6. "Tarde en el Metro" - 5:10
7. "Zapatos de Gamuza Azul" (Carl Perkins) - 2:29
8. "¿Qué Dije?" (Ray Charles) - 4:07
9. "Rock del Portal" 3:07
10. "Nocturno de Princesa" 3:20
11. "Para Ti Una Mentira" 4:21
12. "Balada de Madrid" - 3:32

## Personal
- Moris – Voz líder, guitarra rítmica, acústica y clásica, guitarra líder en "Sábado Noche".
- Ariel Rot – Guitarra líder, bajo en "Tarde en el Metro" y "Balada de Madrid".
- José Torres – Piano.
- Felipe Lipe – Bajo eléctrico.
- Manolo Iglesias – Batería.
- Julián Infante – Batería en "Rock del Portal".
- B.B. Muñoz, Moris, Joe Borsani, Julián Infante, Alejo Stivel y Ariel Rot – Coros.

Colaboradores
- Luis Soria, Moris y Vicente Romero – Mezcla.
- Santiago – Técnico de Grabación.